# Pasuruan (stad)
Pasuruan (Pasoeroean) is een stadsgemeente in Oost-Java, Indonesië.
Het ligt circa 75 kilometer ten zuidoosten van Surabaya aan de noordkust en tegenover het eiland Madura en telt 166.000 inwoners (2009)
Historische schrijfwijzen zijn: Passourouang, Passarouang, Passoeroeang, Passourawang, Passourouan, Pasoeroewan, Passouroang, Passourowang, Passourouangh
Het vormde in de koloniale tijd het hart van de suikerrietteelt met de bijbehorende suikerfabrieken en ook nu nog is deze industrie er aanwezig.

## Burgemeester/Walikota
In 1918 kreeg Pasoeroean een gemeenteraad; pas vanaf 1929 werd een burgemeester aangesteld.
Nederlands-Indische tijd
- Mr. H.E. Boissevain (1929-1935)
- W.C. Krijgsman (1935-1936)
- Dr. C.G.E. de Jong (1936-1939)
- L.A. Busselaar (1939-1941)
- F. van Mourik (1941-1942)

## Bekende inwoners van Pasuruan

### Geboren
- Nicolaas Jules Cesar van Polanen Petel (1855-?), Nederlands kapitein van het Indische leger en ridder in de Militaire Willems-Orde.
- Gerrit Jan Heering (1879-1955), Nederlands theoloog, Remonstrants predikant en vredesactivist.
- Ernest Douwes Dekker, later bekend als Danoedirdja Setiaboeddhi (1879-1950), Indisch-Nederlands journalist, publicist, schrijver, politiek activist en onderwijzer.
- Charles de Stuers (1894-1981), Nederlandse kunstschilder en conservator
- Truus Loeff-van Someren Gréve (1904-2001), Nederlands beeldhouwer en tekenaar

### Voormalige inwoners
- Jacob Jeswiet (1879-1960), plantkundige en suikerrietonderzoeker (in Pasuruan 1912-1925)

### Overleden
- Sie Oentoeng Soerapati (Si Untung Surapati) - (ca. 1660-1706), tegenstander van de VOC op het eind van de 17e, en in het begin van de 18e eeuw
- Adriaan August Karel Camauër (1819-1870), kapitein bij het Nederlands-Indische leger en ridder in de Militaire Willems-Orde

## Galerij

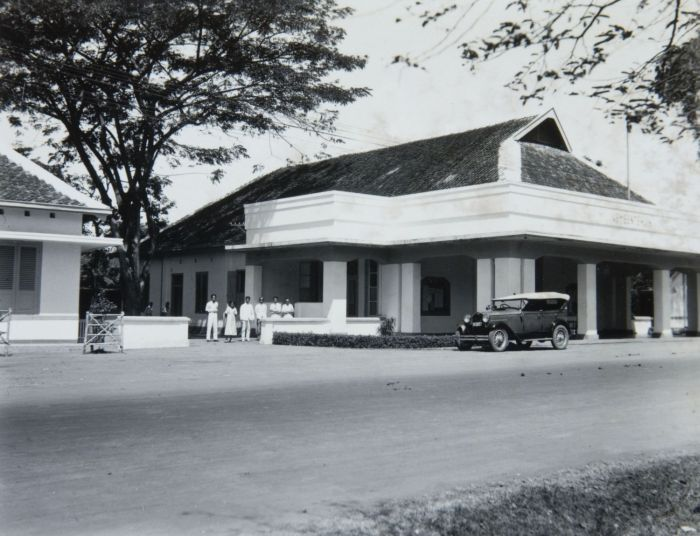
Het gemeentehuis in Pasoeroean 1934
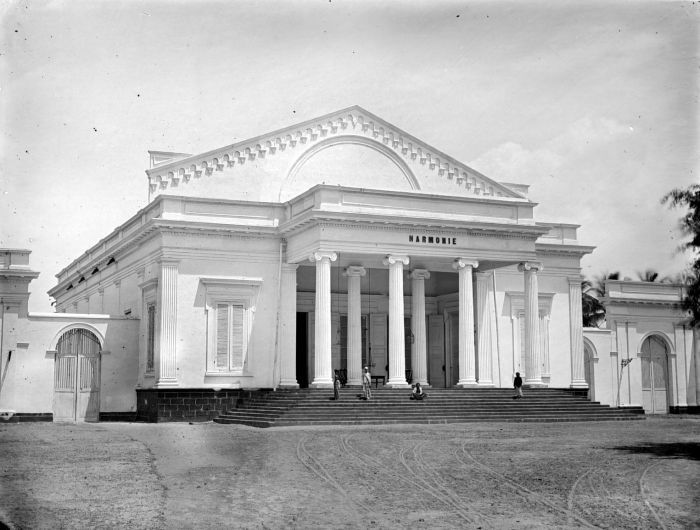
Sociëteitsgebouw Pasuruan
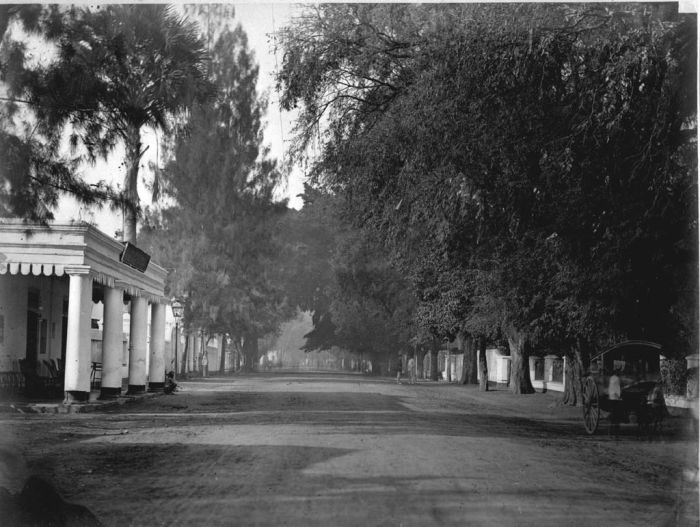
De Heerenstraat met hotel Morbeck (foto H. Salzwedel, 1870-1891)

Stadsgemeenten: Batu · Blitar · Kediri · Madiun · Malang · Mojokerto · Probolinggo · Pasuruan · Surabaya

Regentschappen: Banyuwangi · Bangkalan · Blitar · Bojonegoro · Bondowoso · Gresik · Jember · Jombang · Kediri · Lamongan · Lumajang · Madiun · Magetan · Malang · Mojokerto · Nganjuk · Ngawi · Pacitan · Pamekasan · Pasuruan · Ponorogo · Probolinggo · Sampang · Sidoarjo · Situbondo · Sumenep · Trenggalek · Tuban · Tulungagung